# Burgersfort
Burgersfort is een dorp met 6400 inwoners, in de provincie Limpopo in Zuid-Afrika. Het dorp is gesticht in 1876 en gelegen aan de Spekboomrivier.

## Subplaatsen
Het nationaal instituut voor de statistiek, Stats SA, deelt sinds de census 2011 deze hoofdplaats in in 7 zogenaamde subplaatsen (sub place), waarvan de grootste zijn:
Burgersfort SP • Skielik.